# Coupe du Liechtenstein de football 1971-1972
Navigation
Édition précédente Édition suivante
La coupe du Liechtenstein 1971-1972 de football est la 27e édition de la Coupe nationale de football, la seule compétition nationale du pays en l'absence de championnat.
La finale est disputée à Vaduz, le 11 juin 1972, entre le FC Vaduz et le FC Triesen. 
Le FC Triesen remporte le trophée en battant le FC Vaduz. Il s'agit du 7e titre de l'histoire du club dans la compétition.

## 1ertour
Le FC Triesen et le FC Vaduz sont exemptés de ce tour.
| Équipe 1   | Résultat | Équipe 2          |
| ---------- | -------- | ----------------- |
| FC Schaan  | 4 - 2    | FC Ruggell        |
| FC Balzers | 9 - 2    | USV Eschen/Mauren |

## Demi-finales
| Équipe 1  | Résultat        | Équipe 2   |
| --------- | --------------- | ---------- |
| FC Vaduz  | 7 - 3           | FC Balzers |
| FC Schaan | 1 - 1 3 - 4 tab | FC Triesen |

## Finale
| 11 juin 1972 | FC Vaduz | 1 - 2 | FC Triesen | Vaduz |  |
|              |          |       |            |       |  |